# Liste des instruments à clavier en musique classique

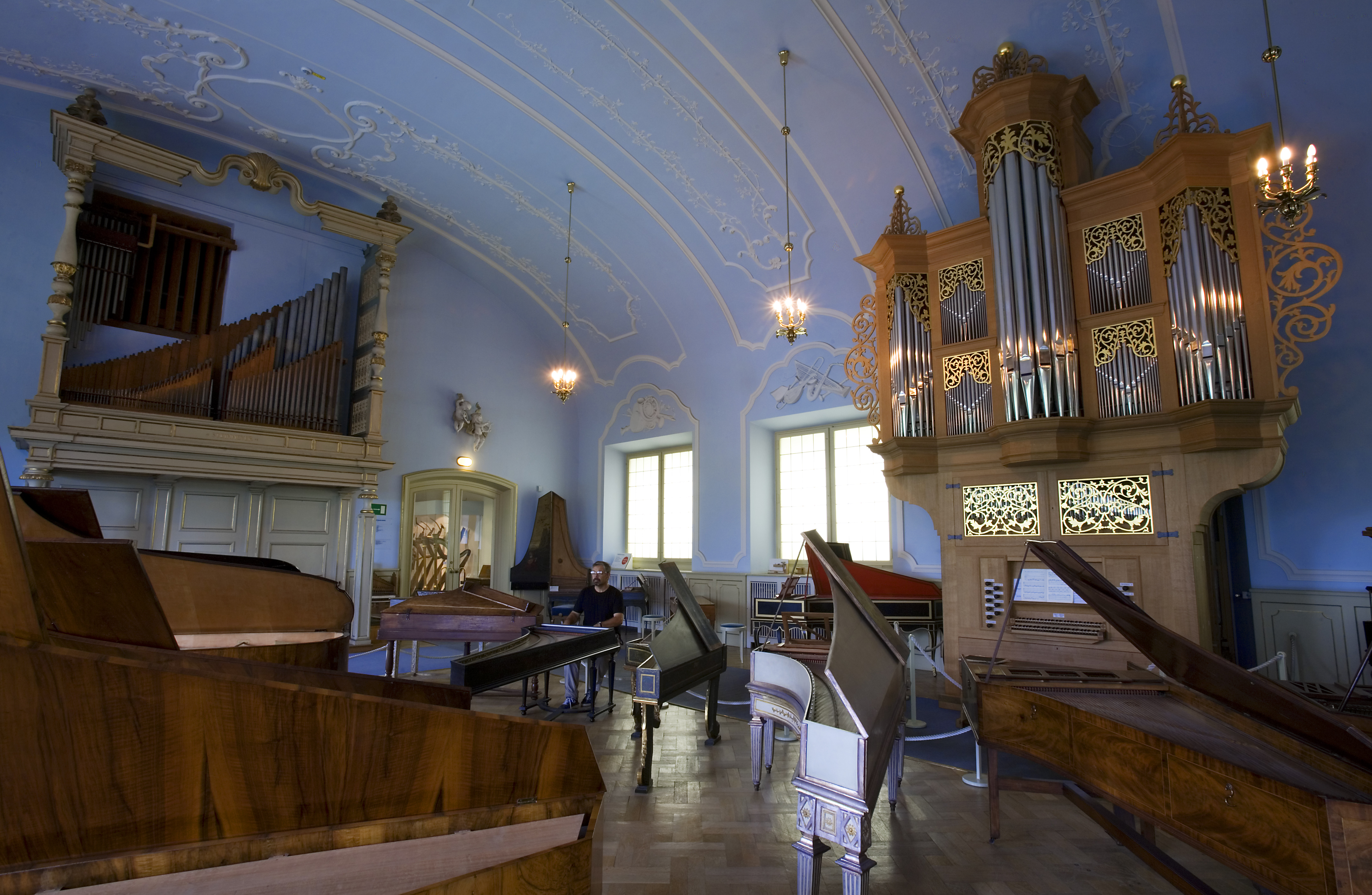
Différents instruments à clavier dans le musée des sciences et techniques de Munich.

Cet article recense les instruments à clavier usuellement utilisés dans l'exécution des œuvres de musique classique.
Toute classification comporte une part d'arbitraire. La classification proposée repose, non sur le principe de l'émission sonore des instruments, mais sur des considérations de pratique instrumentale. Sont donc regroupés ici des instruments dont les techniques de jeu (à l'aide d'un clavier) sont proches et dont les répertoires se chevauchent bien souvent : à la période baroque, les mêmes instrumentistes jouaient de l'orgue, du clavicorde et du clavecin et composaient souvent indifféremment pour l'un et l'autre instruments. Quant au piano-forte, il vient après l'époque baroque et fait la transition avec les romantiques. Jean-Sébastien Bach, Domenico Scarlatti, Mozart et quelques-uns de leurs contemporains peuvent jouer sur l'un ou l'autre ; pour les œuvres antérieures et notamment celles de certains compositeurs, tel François Couperin, elles ne peuvent être exécutées correctement que sur le clavecin, soit qu'elles nécessitent de nombreux ornements, soit qu'elles demandent un double clavier ou une octave courte ; pour les œuvres pré-romantiques et suivantes, le piano-forte ou le piano sont quasiment obligatoires, pour des questions d'étendue du clavier et d'expressivité.

## Instruments à claviers
Instruments à vent
- Orgue
- Accordéon
- Harmonium
- Régale (petit orgue ancien)

Cordes pincées
- Clavecin
- Clavicythérium
- Épinette
- Virginal
- Muselaar
- Ottavino
- Arpicordo

Cordes frappées
- Clavicorde
- Tangentenflügel
- Pianoforte
- Piano

Instruments électroniques
- Synthétiseur
- Orgue numérique
- Ondes Martenot

Percussions
- Célesta (dans Casse-Noisette de Tchaïkovsky)
- Carillon
- Harmonica de verre (inventé par Benjamin Franklin)
- Mattauphone

### Articles de synthèse
- École française de clavecin
- École française d'orgue
- Écoles allemandes d'orgue
- Musique de clavecin
- Musique d'orgue

### Quelques facteurs d'instruments

#### Clavecin
- Blanchet
- Fleisher
- Ruckers

Liste des facteurs de clavecins

##### Piano
- Bartolomeo Cristofori
- Sébastien Erard
- Pleyel
- Steinway&Sons
- Seiler

Facteur de piano

##### Orgue
- François-Henri Clicquot
- Detlef Kleuker
- Silbermann
- Antegnati
- Joseph Merklin
- Aristide Cavaillé-Coll

Liste des facteurs d'orgue

### Liens généraux
- Catégorie:Instrumentiste
- Liste des bois (musique classique)
- Liste des cordes (musique classique)
- Liste des cuivres (musique classique)
- Liste des percussions (musique classique)
- Orchestre symphonique
- Organologie